# بابک نگاهداری
بابک نگاهداری (زاده ۱۳۵۳ تبریز) استاد دانشگاه و سیاستمدار ایرانی و رئیس مرکز پژوهش‌های مجلس شورای اسلامی است. او پیشتر از خرداد ۱۳۹۹ تا شهریور ۱۴۰۰ رئیس حوزه ریاست مجلس و مشاور محمدباقر قالیباف بود.
وی دانش‌آموخته دکتری تخصصی بیوتکنولوژی پزشکی از دانشگاه علوم پزشکی تهران و عضو هیئت علمی و دانشیار و مدیر گروه بیوتکنولوژی پزشکی این دانشگاه است. او از سال ۱۳۷۹ تا به امروز در شورای عالی انقلاب فرهنگی مسئولیت‌های مختلفی از جمله دبیر نقشه جامع علمی کشور، معاون ارتباطات شورای‌عالی انقلاب فرهنگی، معاون نظارت و راهبری شورای‌عالی انقلاب فرهنگی را برعهده داشته‌است. نگاهداری در شهرداری تهران، از سال ۱۳۹۲ تا ۱۳۹۶ رئیس مرکز مطالعات و برنامه‌ریزی شهر تهران بود، همچنین وی با ریاست طهرانچی بر دانشگاه آزاد اسلامی به این دانشگاه نیز ورود یافت و به عنوان معاون پژوهشی و رئیس پژوهشگاه و شبکه آزمایشگاهی دانشگاه آزاد اسلامی منصوب گردید.
نگاهداری در سال ۱۴۰۲ عضو و دبیر بورد تخصصی بیوتکنولوژی پزشکی کشور و در سال ۲۰۲۲ در بین دو درصد دانشمندان برتر جهان قرار گرفت.
دو مقاله علمی او در ژورنال‌هایی با ضریب تاثیر بسیار بالا ، به طور مشترک با برنده جایزه نوبل شیمی سال ۲۰۲۴، پروفسور دیوید بیکر از دانشگاه واشنگتن منتشر شده است.